# AMSAT-DL Journal
Das AMSAT-DL Journal ist eine vierteljährlich erscheinende Zeitschrift, die sich den Belangen des Amateurfunks über Satelliten widmet. Es ist das offizielle Magazin der AMSAT-Deutschland e. V.
Das AMSAT-DL Journal veröffentlicht neben den aktuellen Beiträgen zu Amateurfunksatelliten auch Beiträge mit wissenschaftlicher Qualität. Die Zeitschrift ist neben den englischsprachigen Magazinen The AMSAT Journal (Nordamerika) und OSCAR-News AMSAT-UK (Vereinigtes Königreich) eine der wenigen Zeitschriften, die sich diesem speziellen Thema widmen.
Die Zeitschrift erschien zunächst im Beam-Verlag Marburg. Seit 2009 erscheint sie im DARC-Verlag Baunatal.